# Nati nel 1983/Settembre
| Questa pagina contiene informazioni ricavate automaticamente dalle voci biografiche con l'ausilio del template Bio e di un bot. L'aggiornamento è periodico e automatico e ricostruisce completamente la pagina. Se manca una persona in questa lista, sei pregato di non aggiungerla, ma accertati piuttosto che la sua voce biografica contenga il template Bio e che i dati anagrafici siano correttamente compilati. Se il template Bio manca, inseriscilo tu stesso o, in alternativa, metti l'avviso {{tmp\|Bio}} che ne segnala la mancanza. Se i dati riportati sono sbagliati, correggi direttamente la voce biografica; le modifiche saranno visibili in questa lista entro pochi giorni. Per chiarimenti vedi il progetto biografie. La lista contiene solo le 424 persone che sono citate nell'enciclopedia e per le quali è stato implementato correttamente il template Bio. Pagina aggiornata al 10 ago 2025. |

- 1º settembre - Catilina Aubameyang, ex calciatore francese
- 1º settembre - Manuel Bühler, ex calciatore svizzero
- 1º settembre - Marcelo Carrusca, ex calciatore argentino
- 1º settembre - Antonio Fresco, disc jockey e produttore discografico statunitense
- 1º settembre - Moussoro Kabirou, ex calciatore beninese
- 1º settembre - Adem Koçak, allenatore di calcio e ex calciatore turco
- 1º settembre - Lee Jong-min, ex calciatore sudcoreano
- 1º settembre - Meglid Mihani, ex calciatore albanese
- 1º settembre - Iva Perovanović, ex cestista montenegrina
- 1º settembre - Natalia Przybysz, cantante polacca
- 1º settembre - José Antonio Reyes, calciatore spagnolo († 2019)
- 1º settembre - Riccardo Riccò, ex ciclista su strada italiano
- 1º settembre - Juska Savolainen, ex calciatore finlandese
- 1º settembre - Kiril Terziev, lottatore bulgaro
- 1º settembre - Paul Verhaegh, ex calciatore olandese
- 1º settembre - Yang Xiuli, judoka cinese
- 2 settembre - Filip Arsenijević, ex calciatore serbo
- 2 settembre - Esteban Batista, cestista uruguaiano
- 2 settembre - Marcin Białobłocki, ex ciclista su strada polacco
- 2 settembre - Cho Jin-soo, ex calciatore sudcoreano
- 2 settembre - Neill Collins, allenatore di calcio e ex calciatore scozzese
- 2 settembre - Christophe Grondin, ex calciatore francese
- 2 settembre - Ralph Gunesch, dirigente sportivo, allenatore di calcio e ex calciatore tedesco
- 2 settembre - Michael Higdon, ex calciatore inglese
- 2 settembre - Tiffany Hines, attrice, modella e ballerina statunitense
- 2 settembre - Kim Jung-hwan, schermidore sudcoreano
- 2 settembre - Elias Ribeiro de Oliveira, ex calciatore brasiliano
- 2 settembre - Daniela Stracchi, ex calciatrice italiana
- 2 settembre - Daniel Udsen, ex calciatore faroese
- 2 settembre - Radoslav Velikov, lottatore bulgaro
- 2 settembre - Zhang Zhan, blogger cinese
- 3 settembre - Ivana Abramović, ex tennista croata
- 3 settembre - Roman Amoyan, lottatore armeno
- 3 settembre - Guðjón Árni Antoníusson, ex calciatore islandese
- 3 settembre - Víctor Bolívar, calciatore costaricano
- 3 settembre - Eko Fresh, rapper tedesco
- 3 settembre - Intars Dambis, bobbista lettone
- 3 settembre - Jakim Donaldson, ex cestista statunitense
- 3 settembre - Cristian Fabbiani, allenatore di calcio e ex calciatore argentino
- 3 settembre - Augusto Farfus, pilota automobilistico brasiliano
- 3 settembre - Nicky Hunt, ex calciatore inglese
- 3 settembre - Alexander Klaws, cantante e attore tedesco
- 3 settembre - Baba Malick, ex calciatore senegalese
- 3 settembre - Matwé Middelkoop, tennista olandese
- 3 settembre - Gabriel Sargsyan, scacchista armeno
- 3 settembre - Alessandro Scarano, avvocato e politico sammarinese
- 3 settembre - Vojtěch Schulmeister, calciatore ceco
- 3 settembre - Akeem Scott, cestista statunitense
- 3 settembre - Valdas Vasylius, cestista lituano
- 3 settembre - Christine Woods, attrice statunitense
- 4 settembre - Michi Halilovic, ex skeletonista tedesco
- 4 settembre - Kim Hak-min, pallavolista sudcoreano
- 4 settembre - Leobardo López, ex calciatore messicano
- 4 settembre - Andrew McCollum, imprenditore statunitense
- 4 settembre - Yūichi Nakamaru, cantante e attore giapponese
- 4 settembre - Guy Pnini, ex cestista israeliano
- 4 settembre - Dalibor Riccardi, ex calciatore e politico sammarinese
- 4 settembre - Margit Rüütel, ex tennista estone
- 4 settembre - Orane Simpson, calciatore giamaicano († 2009)
- 4 settembre - Armands Šķēle, ex cestista lettone
- 4 settembre - Mukinayi Tshani, ex calciatore della Repubblica Democratica del Congo
- 5 settembre - Hannes Eder, ex calciatore austriaco
- 5 settembre - Anthony Fasugba, lottatore italiano
- 5 settembre - Pablo Granoche, allenatore di calcio e ex calciatore uruguaiano
- 5 settembre - Claudio Rubén Guerra, ex calciatore argentino
- 5 settembre - Rioichi Hirano, ballerino giapponese
- 5 settembre - Priscilla Meirelles, modella brasiliana
- 5 settembre - Hideaki Nagai, combinatista nordico giapponese
- 5 settembre - Duško Savanović, ex cestista serbo
- 5 settembre - Marco Schmidt, ex pesista tedesco
- 5 settembre - Lisa Spickschen, attrice tedesca
- 5 settembre - Chris Young, giocatore di baseball statunitense
- 6 settembre - Jerry Blevins, ex giocatore di baseball statunitense
- 6 settembre - Ivan Boragine, attore italiano
- 6 settembre - Stefano Buffagni, politico italiano
- 6 settembre - Tanya Bühler, ex sciatrice alpina svizzera
- 6 settembre - Steve Chainel, ex ciclocrossista e ciclista su strada francese
- 6 settembre - Dimitri Champion, ex ciclista su strada francese
- 6 settembre - Emiliano Corona, orientista italiano
- 6 settembre - Vít Jedlička, politico, attivista e economista ceco
- 6 settembre - Stephen Kelly, ex calciatore irlandese
- 6 settembre - Pippa Middleton, socialite britannica
- 6 settembre - Pejman Montazeri, ex calciatore iraniano
- 6 settembre - Eric Miala Nkulukutu, calciatore della Repubblica Democratica del Congo
- 6 settembre - Luca Pagliarulo, ex calciatore italiano
- 6 settembre - Niccolò Senni, attore italiano
- 6 settembre - Braun Strowman, wrestler e strongman statunitense
- 6 settembre - Ali Turan, ex calciatore turco
- 6 settembre - Colapesce, cantautore, polistrumentista e produttore discografico italiano
- 6 settembre - Nikola Valentić, ex calciatore serbo
- 6 settembre - Vlad Voiculescu, politico romeno
- 7 settembre - Serge Angounou, ex cestista camerunese
- 7 settembre - Benoît Baby, rugbista a 15 francese
- 7 settembre - Christiane Bauer, ex sciatrice alpina tedesca
- 7 settembre - Andre Berto, pugile haitiano
- 7 settembre - Alessandro Caparco, allenatore di calcio e ex calciatore italiano
- 7 settembre - Francesca Colapietro, attrice, cantante e ballerina italiana
- 7 settembre - Aleksandr Degtjarëv, ex calciatore russo
- 7 settembre - Andre Dirrell, pugile statunitense
- 7 settembre - Chris Kelly, autore televisivo, sceneggiatore e regista statunitense
- 7 settembre - Taccjana Mazurkevič, pentatleta bielorussa
- 7 settembre - Pops Mensah-Bonsu, ex cestista e dirigente sportivo britannico
- 7 settembre - Luke Narraway, ex rugbista a 15 e allenatore di rugby a 15 britannico
- 7 settembre - Laura Polli, marciatrice svizzera
- 7 settembre - Mehmet Topuz, ex calciatore turco
- 7 settembre - Piri Weepu, rugbista a 15 neozelandese
- 7 settembre - Shanna Zolman, ex cestista statunitense
- 8 settembre - Mashel Al Naimi, pilota motociclistico qatariota
- 8 settembre - Kate Beaton, fumettista canadese
- 8 settembre - Diego Benaglio, ex calciatore svizzero
- 8 settembre - Will Blalock, ex cestista statunitense
- 8 settembre - Johnnie Lee Higgins, giocatore di football americano statunitense
- 8 settembre - Peter Kauzer, canoista sloveno
- 8 settembre - Michel Platini Ferreira Mesquita, ex calciatore brasiliano
- 8 settembre - Oren O'Neal, giocatore di football americano statunitense
- 8 settembre - Elena Semikina, modella canadese
- 9 settembre - Keeron Benito, ex calciatore trinidadiano
- 9 settembre - Anat'oli Boisa, ex cestista e allenatore di pallacanestro georgiano
- 9 settembre - Elton Brown, ex cestista statunitense
- 9 settembre - Howard Charles, attore britannico
- 9 settembre - Chad Coombes, allenatore di calcio e ex calciatore neozelandese
- 9 settembre - Rhyne Hughes, giocatore di baseball statunitense
- 9 settembre - Nora Häuptle, allenatrice di calcio e ex calciatrice svizzera
- 9 settembre - Shin Kanazawa, ex calciatore giapponese
- 9 settembre - Kim Jung-hwa, attrice sudcoreana
- 9 settembre - Paul Koehler, batterista e imprenditore canadese
- 9 settembre - David Moss, cestista e allenatore di pallacanestro statunitense
- 9 settembre - Adriano Pantaleo, attore italiano
- 9 settembre - Rodrigo Souto, ex calciatore brasiliano
- 9 settembre - Alex Romero, giocatore di baseball venezuelano
- 9 settembre - Katy Steele, cantautrice e chitarrista australiana
- 9 settembre - Zoe Kazan, attrice e sceneggiatrice statunitense
- 9 settembre - Víctor Bermúdez, calciatore spagnolo
- 10 settembre - Filip Bandžak, baritono ceco
- 10 settembre - Fernando Belluschi, calciatore argentino
- 10 settembre - Yusvanys Caballeros, calciatore cubano
- 10 settembre - José Gabriel Campos, attore e comico spagnolo
- 10 settembre - Shawn James, ex cestista guyanese
- 10 settembre - Silvia Notargiacomo, conduttrice radiofonica e conduttrice televisiva italiana
- 10 settembre - David Rodman, hockeista su ghiaccio sloveno
- 10 settembre - Sarah Schneider, autrice televisiva, comica e attrice statunitense
- 10 settembre - Benson Taylor, compositore e produttore discografico inglese
- 10 settembre - Jérémy Toulalan, ex calciatore francese
- 10 settembre - Katya Virshilas, ballerina e attrice israeliana
- 10 settembre - Joey Votto, giocatore di baseball canadese
- 10 settembre - Zahara, cantautrice spagnola
- 11 settembre - Alasdair Dickinson, ex rugbista a 15 britannico
- 11 settembre - Ike Diogu, cestista statunitense
- 11 settembre - Jacoby Ellsbury, giocatore di baseball statunitense
- 11 settembre - Lars Engedal, ex calciatore norvegese
- 11 settembre - Laura Ferrara, politica italiana
- 11 settembre - Matthew Halsall, musicista britannico
- 11 settembre - Maaike Head, canottiera olandese
- 11 settembre - Panagiōtīs Kormpos, calciatore greco
- 11 settembre - Fōtīs Lampropoulos, cestista greco
- 11 settembre - Ivana Matović, ex cestista serba
- 11 settembre - Ricardo Mestre, ex ciclista su strada portoghese
- 11 settembre - Đorđe Mićić, ex cestista e allenatore di pallacanestro serbo
- 11 settembre - Mattia Pegorari, ex sciatore freestyle italiano
- 11 settembre - Pavel Rybak, ex calciatore bielorusso
- 11 settembre - Felipe Saad, ex calciatore brasiliano
- 11 settembre - Lauryn Williams, velocista e bobbista statunitense
- 11 settembre - Jiang Yiyan, attrice e cantante cinese
- 12 settembre - Riccardo Cresci, conduttore televisivo, conduttore radiofonico e autore televisivo italiano
- 12 settembre - Júnior Díaz, ex calciatore costaricano
- 12 settembre - Frank Dukes, produttore discografico e disc jockey statunitense
- 12 settembre - Max Evans, rugbista a 15 britannico
- 12 settembre - Juan Carlos Ferreyra, ex calciatore argentino
- 12 settembre - Roger Haitengi, triplista namibiano
- 12 settembre - Johny Hendricks, artista marziale misto statunitense
- 12 settembre - Trey Hollingsworth, politico statunitense
- 12 settembre - Marcin Koniusz, schermidore polacco
- 12 settembre - Gijs Luirink, ex calciatore olandese
- 12 settembre - Daniel Muir, ex giocatore di football americano statunitense
- 12 settembre - Sergio Parisse, ex rugbista a 15 e allenatore di rugby a 15 italiano
- 12 settembre - Damien Perrinelle, ex calciatore francese
- 12 settembre - Felix Ray, calciatore salomonese
- 12 settembre - Clayton Richard, giocatore di baseball statunitense
- 12 settembre - Carly Smithson, cantante e attrice irlandese
- 12 settembre - Jūrijs Sokolovs, ex calciatore lettone
- 12 settembre - Dulce Téllez, pallavolista cubana
- 12 settembre - Daniela Zeiser, ex sciatrice alpina austriaca
- 13 settembre - James Bourne, cantautore, compositore e polistrumentista britannico
- 13 settembre - Leanne Cope, ballerina, attrice e cantante inglese
- 13 settembre - Han Peng, ex calciatore cinese
- 13 settembre - Kaoklai Kaennorsing, kickboxer e thaiboxer thailandese
- 13 settembre - Marko Lomić, ex calciatore serbo
- 13 settembre - Ervin Mete, politico albanese
- 13 settembre - Matteo Paris, pallavolista italiano
- 13 settembre - Rico Peter, bobbista svizzero
- 13 settembre - Eduard Ratnikov, ex calciatore estone
- 13 settembre - Corey Santee, ex cestista statunitense
- 13 settembre - Amir Spahić, ex calciatore bosniaco
- 13 settembre - Chris Wyles, ex rugbista a 15 statunitense
- 13 settembre - François Zoko, ex calciatore ivoriano
- 14 settembre - Andres Ambühl, ex hockeista su ghiaccio svizzero
- 14 settembre - Olivier Auriac, ex calciatore francese
- 14 settembre - Arash Borhani, ex calciatore iraniano
- 14 settembre - Khosro Heydari, ex calciatore iraniano
- 14 settembre - Mohammad Reza Khalatbari, ex calciatore iraniano
- 14 settembre - Wilson Matias, ex calciatore brasiliano
- 14 settembre - Moshe Mishaelof, ex calciatore israeliano
- 14 settembre - Augusta Montaruli, politica italiana
- 14 settembre - Vittoria Panizzon, cavallerizza italiana
- 14 settembre - Marco Raduano, mafioso italiano
- 14 settembre - Frostee Rucker, ex giocatore di football americano statunitense
- 14 settembre - Mestawet Tufa, mezzofondista e maratoneta etiope
- 14 settembre - Peter Wadabwa, ex calciatore malawiano
- 14 settembre - Amy Winehouse, cantautrice britannica († 2011)
- 14 settembre - Jennifer Zietz, allenatrice di calcio e ex calciatrice tedesca
- 15 settembre - Georges Akieremy, ex calciatore gabonese
- 15 settembre - Saif Mohammed Al Bishr, ex calciatore emiratino
- 15 settembre - Abdel-Hadi Al-Maharmeh, calciatore giordano
- 15 settembre - Pavel Chalturin, pallanuotista russo
- 15 settembre - Hammam Omer Ismail, ex cestista qatariota
- 15 settembre - Keith Langford, ex cestista statunitense
- 15 settembre - Ashleigh McIvor, ex sciatrice freestyle canadese
- 15 settembre - Ouk Mic, ex calciatore cambogiano
- 15 settembre - Tomáš Sivok, ex calciatore ceco
- 15 settembre - Vasco Seabra, allenatore di calcio portoghese
- 15 settembre - Christian Weber, ex calciatore tedesco
- 16 settembre - Katerine Avgoustakis, cantante belga
- 16 settembre - Jennifer Blake, wrestler canadese
- 16 settembre - Kirsty Coventry, ex nuotatrice, dirigente sportiva e politica zimbabwese
- 16 settembre - Wayne Henderson, ex calciatore irlandese
- 16 settembre - Immanuel Casto, cantautore, autore di giochi e attivista italiano
- 16 settembre - Thomas Jacobsen, ex calciatore norvegese
- 16 settembre - Ben Jacobson, ex cestista statunitense
- 16 settembre - Anne Keothavong, ex tennista, allenatrice di tennis e telecronista sportiva britannica
- 16 settembre - Andrea Mengoni, allenatore di calcio e ex calciatore italiano
- 16 settembre - Aylin Prandi, attrice e cantante francese
- 17 settembre - Michael Cardelle, attore e produttore cinematografico statunitense
- 17 settembre - Tiziana De Giacomo, attrice italiana
- 17 settembre - Philip Deignan, ex ciclista su strada irlandese
- 17 settembre - Juan Díaz, pugile messicano
- 17 settembre - Alberto Giuliatto, ex calciatore e allenatore di calcio italiano
- 17 settembre - Peter Grajciar, calciatore slovacco
- 17 settembre - Rafał Kosznik, ex calciatore polacco
- 17 settembre - Kwon Un Sil, ex arciera nordcoreana
- 17 settembre - Diego Nicoletti, ex hockeista su pista e allenatore di hockey su pista italiano
- 17 settembre - Azatbek Omurbekov, militare russo
- 17 settembre - Jennifer Peña, cantante statunitense
- 17 settembre - Edwin Phiri, ex calciatore zambiano
- 17 settembre - Ice Seguerra, attore, cantautore e regista filippino
- 17 settembre - Zhang Shuo, calciatore cinese
- 18 settembre - Andrew Boyens, ex calciatore neozelandese
- 18 settembre - Kristina Česnavičiūtė, ex cestista lituana
- 18 settembre - Christina Chong, attrice britannica
- 18 settembre - Yukihiro Doi, ex ciclista su strada giapponese
- 18 settembre - Kevin Doyle, ex calciatore irlandese
- 18 settembre - Giuseppe Falcomatà, politico italiano
- 18 settembre - Naomi Folkard, arciera britannica
- 18 settembre - Nicolae Josan, ex calciatore moldavo
- 18 settembre - Martin Kolář, calciatore ceco
- 18 settembre - Yūzō Kurihara, ex calciatore giapponese
- 18 settembre - Yolanda Paige, ex cestista statunitense
- 18 settembre - Elisa Palmieri, martellista italiana
- 18 settembre - Christin Priebst, pattinatrice di short track tedesca
- 18 settembre - Troy Roberts, ex calciatore statunitense
- 18 settembre - Giulio Scandella, ex hockeista su ghiaccio canadese
- 18 settembre - Daisuke Takahashi, ex calciatore giapponese
- 18 settembre - Abel Trujillo, lottatore statunitense
- 18 settembre - Rasmus Würtz, ex calciatore danese
- 18 settembre - Sasha Son, cantante lituano
- 19 settembre - Skepta, rapper inglese
- 19 settembre - Fabio Bollini, ex calciatore sammarinese
- 19 settembre - Simone Buti, ex pallavolista italiano
- 19 settembre - Eamon, cantautore, rapper e armonicista statunitense
- 19 settembre - Jussiê, ex calciatore brasiliano
- 19 settembre - Carl Landry, ex cestista statunitense
- 19 settembre - Joni Pitkänen, ex hockeista su ghiaccio finlandese
- 19 settembre - Borivoje Ristić, ex calciatore serbo
- 19 settembre - Tomáš Tujvel, calciatore slovacco
- 19 settembre - Ivica Vrdoljak, ex calciatore croato
- 20 settembre - Jessica Alonso, ex pallamanista spagnola
- 20 settembre - Landry Bonnefoi, ex calciatore francese
- 20 settembre - Dalia Contreras, taekwondoka venezuelana
- 20 settembre - Edy Ganem, attrice statunitense
- 20 settembre - Jérémy Gavanon, ex calciatore francese
- 20 settembre - Olivia Grant, attrice britannica
- 20 settembre - Paul Hayes, ex calciatore inglese
- 20 settembre - Yuna Ito, cantante statunitense
- 20 settembre - Grzegorz Kasprzik, ex calciatore polacco
- 20 settembre - Carlos Lima, ex calciatore capoverdiano
- 20 settembre - Sancho Lyttle, ex cestista sanvincentina
- 20 settembre - Francesco Mura, politico italiano
- 20 settembre - Lewon Pačaǰyan, ex calciatore armeno
- 20 settembre - Joël Retornaz, giocatore di curling italiano
- 20 settembre - Nayuri Rivero, ex calciatore cubano
- 20 settembre - Clara Sanchez, ex pistard francese
- 20 settembre - Brook Sykes, attore australiano
- 20 settembre - Doug Thomas, ex cestista statunitense
- 20 settembre - Jonathan Walters, ex calciatore irlandese
- 21 settembre - Ndiss Kaba Badji, ex lunghista e triplista senegalese
- 21 settembre - Stipe Buljan, ex calciatore croato
- 21 settembre - Fernando Cavenaghi, ex calciatore argentino
- 21 settembre - Maggie Grace, attrice statunitense
- 21 settembre - Scott Evans, attore statunitense
- 21 settembre - Anna Favella, attrice italiana
- 21 settembre - Rudy Galli, ex snowboarder italiano
- 21 settembre - Jo Harman, cantautrice britannica
- 21 settembre - Cristian Hidalgo, ex calciatore spagnolo
- 21 settembre - Greg Jennings, ex giocatore di football americano statunitense
- 21 settembre - Rafael Marques Pinto, ex calciatore brasiliano
- 21 settembre - Joseph Mazzello, attore statunitense
- 21 settembre - Anna Meares, ex pistard australiana
- 21 settembre - Domien Michiels, cavaliere belga
- 21 settembre - Éder Monteiro Fernandes, ex calciatore brasiliano
- 21 settembre - Reggie Nelson, giocatore di football americano statunitense
- 21 settembre - Alexandre Pittin, ex sciatore alpino francese
- 21 settembre - Wagner Diniz, ex calciatore brasiliano
- 22 settembre - Ramazan Abbasov, ex calciatore azero
- 22 settembre - Ludovico Bessegato, produttore televisivo, regista e sceneggiatore italiano
- 22 settembre - Emmanuel Cascione, allenatore di calcio e ex calciatore italiano
- 22 settembre - Rodion D'jačenko, ex calciatore russo
- 22 settembre - Akika Hattori, ex pallavolista giapponese
- 22 settembre - Scott Jones, ex calciatore statunitense
- 22 settembre - Glenn Loovens, ex calciatore olandese
- 22 settembre - Sebastián Penco, calciatore argentino
- 22 settembre - Tommy Thelin, ex calciatore svedese
- 22 settembre - Raffaele Alberto Ventura, saggista italiano
- 23 settembre - Luis Cabral, calciatore paraguaiano
- 23 settembre - Francesca Cavallo, scrittrice, imprenditrice e drammaturga italiana
- 23 settembre - Leinier Domínguez, scacchista cubano
- 23 settembre - Daniel Dąbrowski, velocista polacco
- 23 settembre - Marco Ghizzoni, scrittore italiano
- 23 settembre - Märt Israel, discobolo estone
- 23 settembre - Emma Johansson, ex ciclista su strada e ciclocrossista svedese
- 23 settembre - Marcelo Melo, tennista brasiliano
- 23 settembre - Demar Phillips, ex calciatore giamaicano
- 23 settembre - Carly Piper, nuotatrice statunitense
- 23 settembre - Silvana Santaella, modella venezuelana
- 23 settembre - Colin Smith, canottiere britannico
- 23 settembre - Hok Sochivorn, allenatore di calcio e ex calciatore cambogiano
- 23 settembre - Ayumi Suzuki, goista giapponese
- 24 settembre - Lyndon Ferns, nuotatore sudafricano
- 24 settembre - Liam Finn, cantautore neozelandese
- 24 settembre - Randy Foye, ex cestista statunitense
- 24 settembre - Radosław Glonek, schermidore polacco
- 24 settembre - Alexis Pritchard, pugile sudafricana
- 24 settembre - Layla Rivera, ex attrice pornografica statunitense
- 24 settembre - Zane Tamane, ex cestista lettone
- 24 settembre - Benas Veikalas, ex cestista lituano
- 25 settembre - Marcin Burkhardt, ex calciatore polacco
- 25 settembre - Serge Djiéhoua, calciatore ivoriano
- 25 settembre - Daniel Márcio Fernandes, ex calciatore canadese
- 25 settembre - Dorothée Gilbert, ballerina francese
- 25 settembre - Donald Glover, attore, cantante e rapper statunitense
- 25 settembre - Ha Eun-ju, ex cestista sudcoreana
- 25 settembre - Daniela Mattana, calciatrice italiana
- 25 settembre - Glenn Murray, ex calciatore inglese
- 25 settembre - Naomi Russell, ex attrice pornografica statunitense
- 25 settembre - Son Dam-bi, cantante e attrice sudcoreana
- 25 settembre - Yūhei Tokunaga, ex calciatore giapponese
- 25 settembre - Dániel Varga, ex pallanuotista e allenatore di pallanuoto ungherese
- 25 settembre - Jean Robert Yelou, calciatore vanuatuano
- 26 settembre - David Ayrapetyan, pugile russo
- 26 settembre - D'Qwell Jackson, giocatore di football americano statunitense
- 26 settembre - Nicola Manzione, arbitro di calcio a 5 italiano
- 26 settembre - Manny Montana, attore statunitense
- 26 settembre - Shawn Moorehead, ex giocatore di football americano statunitense
- 26 settembre - Archimede Morleo, ex calciatore italiano
- 26 settembre - Seni Ngava, calciatore salomonese
- 26 settembre - Zoe Perry, attrice statunitense
- 26 settembre - Ricardo Quaresma, ex calciatore portoghese
- 26 settembre - František Raboň, ex ciclista su strada e mountain biker ceco
- 26 settembre - Darryl Roberts, calciatore trinidadiano
- 26 settembre - Rijat Shala, calciatore svizzero
- 26 settembre - Osei Telesford, ex calciatore trinidadiano
- 27 settembre - Jay Bouwmeester, ex hockeista su ghiaccio canadese
- 27 settembre - Mika Hagi, modella giapponese
- 27 settembre - Jeon Hye-bin, attrice sudcoreana
- 27 settembre - Marius Klostermann, ex giocatore di football americano tedesco
- 27 settembre - Gimena Landra, ex cestista argentina
- 27 settembre - Erika Lava, ex pallanuotista italiana
- 27 settembre - Asher Kuno, rapper italiano
- 27 settembre - Erwan Nigon, pilota motociclistico francese
- 27 settembre - Chris Quinn, ex cestista e allenatore di pallacanestro statunitense
- 27 settembre - Jason Shackell, ex calciatore inglese
- 27 settembre - Kirsten Thomson, ex nuotatrice australiana
- 28 settembre - Alessandra Galiotto, ex canoista italiana
- 28 settembre - Richard Henyekane, calciatore sudafricano († 2015)
- 28 settembre - Mattia Marchesetti, calciatore italiano
- 28 settembre - Cameron Mizell, produttore discografico e cantautore statunitense
- 28 settembre - Stefan Moore, ex calciatore inglese
- 28 settembre - Cristiano Moraes de Oliveira, ex calciatore brasiliano
- 28 settembre - Bryan Prunty, ex calciatore scozzese
- 28 settembre - Tomáš Rada, calciatore ceco
- 28 settembre - Anthony Ravard, dirigente sportivo e ex ciclista su strada francese
- 28 settembre - Vincent Simon, calciatore francese
- 28 settembre - David Verdaguer, attore e comico spagnolo
- 28 settembre - Michał Winiarski, allenatore di pallavolo e ex pallavolista polacco
- 28 settembre - Sarah Wright, attrice statunitense
- 29 settembre - Miguel Báez, calciatore dominicano
- 29 settembre - Jhonny van Beukering, ex calciatore indonesiano
- 29 settembre - Santiago Bianchi, ex calciatore argentino
- 29 settembre - Paul Connolly, ex calciatore inglese
- 29 settembre - Víctor Figueroa, calciatore argentino
- 29 settembre - Patric Klandt, ex calciatore tedesco
- 29 settembre - Yukari Kuzuya, modella giapponese
- 29 settembre - Carlos Will Mejía, calciatore honduregno
- 29 settembre - Goran Mujanović, ex calciatore croato
- 29 settembre - Lisette Oropesa, soprano statunitense
- 29 settembre - Marco Piccinini, arbitro di calcio italiano
- 29 settembre - Marcel Rodríguez-López, musicista statunitense
- 29 settembre - Alessio Sestu, dirigente sportivo e ex calciatore italiano
- 29 settembre - Risa Suzuki, giocatrice di bowling giapponese
- 29 settembre - Chris Thorner, ex giocatore di football americano statunitense
- 29 settembre - Yoon Seung-ah, attrice sudcoreana
- 30 settembre - Earl Calloway, cestista statunitense
- 30 settembre - Miguel Ángel Castillo, calciatore honduregno
- 30 settembre - Michele Criscitiello, giornalista e conduttore televisivo italiano
- 30 settembre - Chris Greatwich, allenatore di calcio e ex calciatore filippino
- 30 settembre - Pacman Jones, ex giocatore di football americano e wrestler statunitense
- 30 settembre - Ken'ichi Kaga, ex calciatore giapponese
- 30 settembre - Kristīne Kārkliņa, ex cestista lettone
- 30 settembre - Aleksandr Kas'janov, bobbista e ex slittinista russo
- 30 settembre - Luca Lombardo, attore, illusionista e trasformista italiano
- 30 settembre - Lucamaleonte, artista italiano
- 30 settembre - Javier Mejías, ex ciclista su strada spagnolo
- 30 settembre - Esther Neuenschwander, giocatrice di curling svizzera
- 30 settembre - Andreea Răducan, ex ginnasta rumena
- 30 settembre - Walter Williams, calciatore honduregno († 2018)
- 30 settembre - Danny Wintjens, ex calciatore olandese